# Найнітал (округ)
Найнітал (гінді नैनीताल जिला, англ. Nainital) — округ індійського штату Уттаракханд із центром у місті Найнітал. Округ розташований в регіоні Кумаон та межує з округами Алмора, Чампават і Удхам-Сінґх-Наґар. Найбільше місто — Халдвані. Населення округу — 762 тис. мешканців станом на 2001 рік.